# Symfonie nr. 0 (Schnittke)
Alfred Schnittke componeerde voor het eerst een symfonie toen hij nog leerling was op het Moskou Conservatorium. Deze symfonie heeft geen nummer meegekregen en heet dus nu officieus Symfonie nr. 0.
Schnittke was nog leerling toen hij al orkestwerken begon met componeren. Veel van die werken zijn in onvoltooide staat gebleven, van anderen is de orkestpartituur geheel of gedeeltelijk zoekgeraakt. Dit is een van de werken waarvan de orkestpartijen compleet is uitgewerkt. In 1956/1957 zat Schnittke dus nog op het conservatorium en kreeg daar les van Evgeny Golubev, een volgeling/leerling van Nikolaj Mjaskovski. Schnittke staat bekend om zijn vele stijlen die hij in zijn composities verwerkte, maar van een puur romantische stijl heeft men weinig terug kunnen vinden. In dit werk is er duidelijk sprake van een symfonie uit de romantiek. Hij heeft goed geluisterd naar Mjaskovski (27 symfonieën), maar ook naar de symfonieën van Dmitri Sjostakovitsj (15). Wellicht heeft meegespeeld dat beide componisten in 1948 in ongenade waren gevallen vanwege hun (in de ogen van de autoriteiten) controversiële en decadent-westerse muziek. Schnittke zat toen in zijn jeugd en heeft bewust dan wel onbewust die muziek toch meegekregen.

## Delen
Het werk van 40 minuten heeft de standaard symfonie-indeling:
1. Allegro ma non troppo;
2. Allegro vivace;
3. Andante;
4. Allegro.

Wat opvalt bij beluistering van de symfonie is dat de klank van de symfonie als geheel erg lijkt op de symfonieën van Sjostakovitsj. Deze symfonie zit in tussen de 10e en 11e van Sjostakovitsj in. De vraag is duidelijk, wie heeft hier wie beïnvloed. De 10e van Sjostakovitsj heeft zijn weerslag gevonden in deze symfonie, terwijl het erop lijkt dat Sjostakovitsj weer ideeën uit deze symfonie heeft verwerkt in zijn 11e. Solopartijen van de blazers lijken van een en dezelfde componist, ook de klankkleur komt overeen. Syncopen worden door beide componisten opdezelfde manier gebruikt, met zoals percussie-instrumenten. Is er dan geen verschil? Schnittke's symfonie klinkt jeugdig, daar waar Sjostakovitsj zwaarmoedig klinkt. Als we echter deze symfonie vergelijken met de eerste symfonie van Sjostakovitsj dan is de gelijkenis opvallend. Beiden duidelijk nog onder de invloed van hun leraren, misschien hun best doende om deze te plezieren en toch al lichtjes de muziek naar eigen wil in te vullen.
Een jaar later zou Schnittke voor zijn afstudeerproject een oratorium componeren, Nagasaki. De romantische Schnittke is dan geheel verdwenen en hij is dan al geheel en al op weg naar zijn eigen stijl. Dit is wellicht de reden, dat de Symfonie nr. 0 in de kast is verdwenen en niet meegenomen is de officiële nummering. Zijn officiële eerste symfonie komt pas in 1972.